# Туран (Казахстан)
Тура́н (каз. Тұран) — село у складі Мактааральського району Туркестанської області Казахстану. Входить до складу сільського округу Аязхана Калибекова.
До 2008 року село називалось Прогрес.
Населення — 231 особа (2021; 405 у 2009, 125 у 1999, 152 у 1989).